# Moline (Kansas)
Moline – miasto położone w Hrabstwie Elk.